# وینشرینگن
وینشرینگن (به آلمانی: Wincheringen) یک شهر در آلمان است که در تریر-زاربورگ واقع شده‌است. وینشرینگن ۱٬۶۴۸ نفر جمعیت دارد.